# 喀什噶爾道
喀什噶爾道，全稱為分巡喀什噶爾兵備道，是清代末年至中華民國初年新疆省下設的一道。
清朝光緒八年（1882年）置，道員駐疏勒府恢武城（今喀什地區疏勒縣）。喀什噶爾道“轄境遼遠，緊接俄疆，所屬水利屯垦，錢糧刑名暨通商事件，政務殷繁”。光緒三十四年（1908年），喀什噶爾道轄二府、一直隸廳、一直隸州：
| 府、廳、州     | 治所            | 領縣數 | 所領廳、州、縣 |
| -------------- | --------------- | ------ | -------------- |
| 疏勒府         | 恢武城 （疏勒） | 2      | 疏附縣         |
| 疏勒府         | 恢武城 （疏勒） | 2      | 伽師縣         |
| 莎車府         | 莎車 （葉爾羌） | 4      | 蒲犁分防廳     |
| 莎車府         | 莎車 （葉爾羌） | 4      | 巴楚州         |
| 莎車府         | 莎車 （葉爾羌） | 4      | 葉城縣         |
| 莎車府         | 莎車 （葉爾羌） | 4      | 皮山縣         |
| 和闐直隸州     | 和闐 （額里齊） | 2      | 于闐縣         |
| 和闐直隸州     | 和闐 （額里齊） | 2      | 洛浦縣         |
| 英吉沙爾直隸廳 | 英吉沙爾        | 不適用 | 不適用         |

中華民國成立後，北洋政府於1913年廢除府、州，以道領縣，改道員為道尹。馬福興出任喀什噶爾道尹。1920年，分喀什噶爾道所屬和闐、洛浦、于闐、墨玉、皮山、葉城諸縣置和闐道。此後，喀什噶爾道轄九縣：

| - 疏勒縣 - 疏附縣 - 伽師縣 | - 英吉沙縣 - 莎車縣 - 澤普縣 | - 麥蓋提縣 - 巴楚縣 - 蒲犁縣 |

1924年，中華民國內務部通令廢道，以省領縣。喀什噶爾道裁撤。1929年，新疆省政府設立喀什行政區，長官為行政長。1932年1月，國民政府設新疆省第七行政督察區，改行政長為行政督察專員。

## 道員、道尹
- 黃光達，堯樂博斯之養父，光緒中任喀什噶爾道員。
- 周崇傅，湖南零陵人。光緒中在任。
- 袁鴻祐，安徽泗縣人。宣統末在任。1912年4月被袁大化舉薦為新疆都督。
- 馬福興，雲南建水人，回族。1914年至1924年任喀什噶爾道尹。被烏什縣長馬紹武所殺。
- 馬紹武，甘肅武都人，回族。1924年任喀什噶爾道尹。喀什噶爾道裁撤後任喀什行政長。